# Erika Eschebach

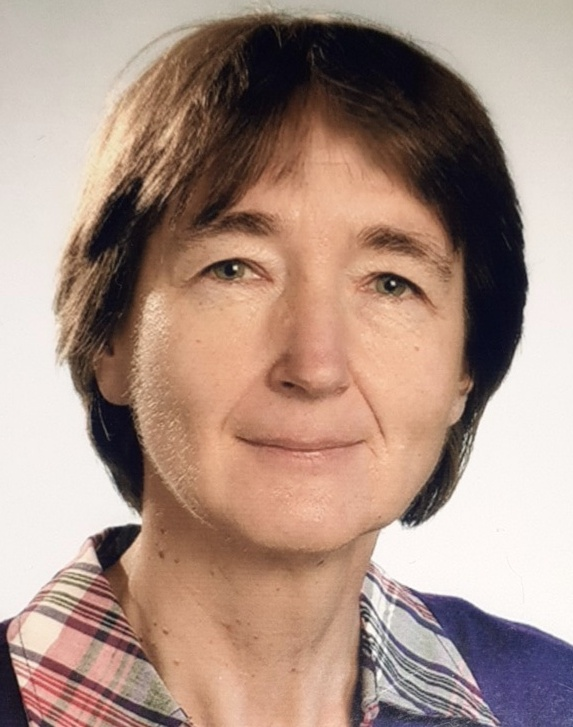
Erika Eschebach

Erika Eschebach (* 1954 in Göttingen) ist eine deutsche Historikerin und war von 2010 bis 2020 Direktorin des Stadtmuseums Dresden.

## Leben und Wirken
Nach dem Abitur studierte Erika Eschebach von 1974 bis 1980 an der Georg-August-Universität Göttingen Geschichte, Germanistik und Klassische Archäologie und wurde 1987 mit einer Arbeit über die Evangelische Kirche in der Weimarer Republik promoviert. Von 1988 bis 1990 absolvierte Eschebach ein wissenschaftliches Volontariat am Braunschweigischen Landesmuseum, wo sie bei der Neueinrichtung der Dauerausstellung mitwirkte. 1991–1992 arbeitete sie bei der Bezirksregierung Braunschweig über die Geschichte der braunschweigischen Domänen und Klostergüter. 1992 trat sie ihre Stelle am Städtischen Museum Braunschweig an, wo sie zunächst als Wissenschaftlerin, dann als Stellv. Leiterin und von 2008 bis 2010 als Kommissarische Leiterin tätig war. 2010 wechselte sie nach Dresden ans dortige Stadtmuseum und war als Direktorin bis zu ihrem Ruhestand 2020 tätig. Seither arbeitet und forscht Eschebach zu Themen der Stadt- und Landesgeschichte.
Von 1982 bis 1988 forschte Eschebach zusammen mit ihrer Mutter Liselotte Eschebach (1928–2019), im Rahmen archäologischer DFG-Projekte in Pompeji. Nach dem Unfalltod von Hans Eschebach wurden die gemeinsam begonnenen und noch nicht abgeschlossenen Vorhaben in der antiken Ruinenstadt fertiggestellt. Das Ergebnis dieser Projekte führte 1993 zu einem Gebäudeverzeichnis und Stadtplan der antiken Stadt sowie 1995 zu einer Publikation über die städtebauliche Entwicklung und Baugeschichte Pompejis.

## Ausstellungen und Aktivitäten (Auswahl)
Erika Eschebach verwirklichte im Städtischen Museum Braunschweig während ihrer Zeit als wissenschaftliche Leiterin im historischen Altstadtrathaus die Dauerausstellung zur Geschichte der Stadt Braunschweig (1992–1996). Zusammen mit einem Team startete sie die computerbasierte wissenschaftliche Inventarisierung der 300.000 Stücke umfassenden numismatischen Sammlung des Museums. Im Jahr 2000 zeigte Eschebach mit einem überregionalen Wissenschaftlerteam nach vierjähriger Vorbereitung die Ausstellung Deutsche Kunst 1933-1945 in Braunschweig. Kunst im Nationalsozialismus. In den folgenden Jahren entwickelte sie u. a. 2006 die Jubiläumsausstellung zum 100-jährigen Bestehen des Museumsgebäudes und 2010 die Ausstellung Für die Freiheit – gegen Napoleon. Ferdinand von Schill, Preußen und die deutsche Nation.
Als Direktorin des Stadtmuseums in Dresden konzipierte Eschebach Ausstellungsprojekte mit Dresdens Partnerstädten wie Salzburg, Hamburg, Coventry, Breslau, St. Petersburg und Ostrava. Zusammen mit ihrem Team entstanden Ausstellungen zu themenspezifischen Ereignissen wie die Schlacht von Dresden 1813, musikalische Ausstellungen zu Richard Wagner (2013), den Generalmusikdirektor Ernst von Schuch (2014) oder 150 Jahre Dresdner Philharmonie (2020). 2016 eröffnete die Jubiläumsausstellung Wir erinnern uns. 125 Jahre Stadtmuseum Dresden und 2018 die Ausstellung mit Fotografien von Fred Stein. In Kooperation mit der Gedenkstätte Ravensbrück und dem Literaturmuseum Prag realisierte Eschebach 2014 eine Ausstellung zum 70. Todestag von Milena Jesenská.
Schwerpunkt ihrer musealen Tätigkeit lag zudem auf dem an das Stadtmuseum angeschlossene Kraszewski-Museum und den damit verbundenen deutsch-polnischen Beziehungen. Dieses einem polnischen Schriftsteller, der in seinem Dresdner Exil im 19. Jh. dort gelebt hatte, gewidmete Museum war 2011 in seiner Existenz bedroht. Mit vereinten Kräften gelang die Rettung, und es wurden seitdem regelmäßig Sonderausstellungen zu polnisch-deutschen Themen gezeigt. Ein weiterer Bestandteil von Eschebachs Forschungen war die Provenienzforschung. Mit Kriegsende verlor das Stadtmuseum Dresden fast alle seine Bestände, sodass mit der Einführung des Lost Art Verzeichnisses seit 2010 einige Stücke wiedergefunden und zurückerworben wurden.

## Schriften (Auswahl)
Monografien
- Volkskirche im Zwiespalt. Die Generalsynode der Evangelischen Kirche der altpreußischen Union in der Weimarer Republik. Peter Lang, Frankfurt am Main / Bern / New York / Paris 1991, ISBN 3-631-43573-8.

Herausgeberschaften
- mit Holger Starke: Dresdner Porzellan. Mythos–Repräsentation–Inspiration. Katalog zur Ausstellung im Stadtmuseum Dresden 2012, ISBN 978-3-941843-13-4.
- mit Andrea Rudolph: Die Schuchs. Eine Künstlerfamilie in Dresden. Sandstein Verlag, Dresden 2014, ISBN 978-3-95498-098-7.

als Mitautorin
- Horst-Rüdiger Jarck, Dieter Lent u. a. (Hrsg.): Braunschweigisches Biographisches Lexikon. 8. bis 18. Jahrhundert. hrsg. im Auftrag der Braunschweigischen Landschaft e. V. Appelhans Verlag, Braunschweig 2006, ISBN 3-937664-46-7.
- Horst-Rüdiger Jarck, Günter Scheel (Hrsg.): Braunschweigisches Biographisches Lexikon. 19. und 20. Jahrhundert. hrsg. im Auftrag der Braunschweigischen Landschaft e. V. Hahnsche Buchhandlung, Hannover 1996, ISBN 3-7752-5838-8.
- Städtisches Museum Braunschweig und Hochschule für Bildende Künste (Hrsg.): Deutsche Kunst 1933–1945 in Braunschweig. Kunst im Nationalsozialismus. Katalog der Ausstellung vom 16. April – 2. Juli 2000. Verlag Olms, Hildesheim u. a. 2000, ISBN 3-487-10914-X.

Ausstellungskataloge
- Die Ausstellung „Geschichte der Stadt Braunschweig“ im Altstadtrathaus. Teil 2: Braunschweig 1945–1990. i. A. der Stadt Braunschweig. Braunschweig 1993, ISBN 3-927288-16-0.

- I. Die Stadtwerdung (9.Jh.-1227) und II. Die Bürger- und Hansestadt (1227-1671). Teil 3, Braunschweig 1995, ISBN 3-927288-21-7.
- III. Die Residenzstadt (1671–1830) und IV. Die Industriestadt (1830–1945). Teil 4: Braunschweig 1996, ISBN 3-927288-24-1.

- mit Katja Margarethe Mieth: Stadtmuseum Dresden. Kultur. Geschichte, Erleben, Wettin-Löbejün 2010, ISBN 978-3-89923-265-3.
- mit Holger Starke: Von Loschwitz nach Amerika. Fotografien von August Kotzsch (1936–1910). Dresden 2010, ISBN 978-3-941843-06-6.
- mit Holger Starke: Dresden PLAKATIV! Kunst, Kommerz und Propaganda im Dresdner Plakat (1865–1990). Dresden 2011, ISBN 978-3-941843-09-7.
- mit Holger Starke: Dresdner Porzellan. Mythos-Repräsentation-Inspiration. Dresden 2012, ISBN 978-3-941843-13-4.
- mit Andrea Rudolph: Dresden, deine Kinder. Dresden 2012, ISBN 978-3-95498-011-6.
- mit Erik Omlor: Richard Wagner in Dresden. Mythos und Geschichte. Dresden 2013, ISBN 978-3-95498-034-5.
- mit Friedrich Reichert: Verlorener Sieg. Dresden 1813. Dresden 2013, ISBN 978-3-936240-28-3.
- mit Holger Starke: Schokoladenstadt Dresden. Süßigkeiten aus Elbflorenz. Dresden 2013, ISBN 978-3-943444-23-0.